# أليخاندرو زوكر
أليخاندرو زوكر (بالإنجليزية: Alex Zucker) هو لغوي وكاتب ومترجم أمريكي، ولد في 1 سبتمبر 1964.

## وصلات خارجية
- الموقع الرسمي